# Manuel Strupler

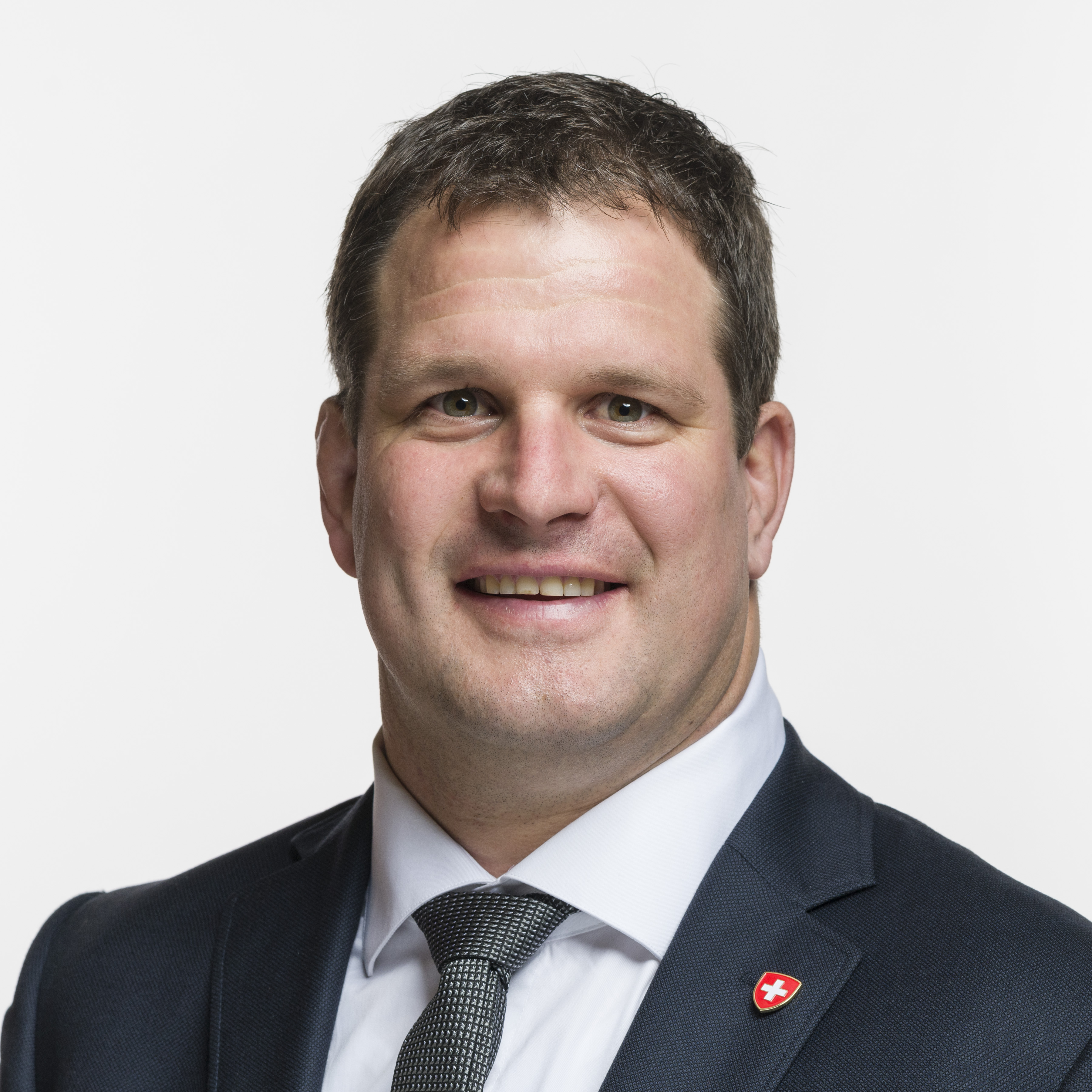
Manuel Strupler (2019)

Manuel Strupler (* 12. April 1980 in Frauenfeld; heimatberechtigt ebenda) ist ein Schweizer Politiker (SVP). Er ist seit 2019 Nationalrat.

## Leben
Manuel Strupler wuchs mit drei Geschwistern auf einem Bauernhof auf. Nach der Primar- und Sekundarschule, die er in Weinfelden besuchte, absolvierte er die Lehre zum Landschaftsgärtner. Ein Jahr nach Ausbildungsende machte er sich als Ein-Mann-Unternehmen im Gartenbau selbstständig. Daraus entstand 2004 die Strupler Gartenbau AG, die 25 Mitarbeiter beschäftigt (Stand 2021) und als deren Verwaltungsratspräsident und Delegierter er amtet. Zusammen mit seinem Bruder führt er zudem den elterlichen Breitenhof in Weinfelden.
Er ist Verwaltungsratspräsident der Kreis Wasserbau AG und Mitglied der Verwaltungsräte der Kreis Immobilien AG, der Blütenwerke AG und der Schweizer Zucker AG. Zudem ist er u. a. Mitglied im Rotary Club Weinfelden.
Seit 2016 ist er im Verband Thurgauer Landwirtschaft tätig, seit 2020 als Mitglied des Vorstands. Seit 2018 amtet er im Verband der Gemüseproduzenten Thurgau und Schaffhausen, seit 2020 als Präsident.
Sportlich betätigte sich Strupler als Leichtathlet, im Unihockey und im Handball sowie später im Schwingen, wo er eidgenössischer Kranzschwinger wurde, und im Ringen in der NLA-Mannschaft von Weinfelden.
Manuel Strupler ist verheiratet, hat eine Tochter und zwei Söhne und lebt in Weinfelden.

## Politik
2011 wurde Manuel Strupler für die SVP in das Gemeindeparlament von Weinfelden gewählt. Von 2013 bis 2020 war er Präsident seiner Ortspartei und sass von 2016 bis 2020 im Kantonsrat Thurgau.
Bei den Schweizer Parlamentswahlen 2019 wurde er in den 2019 Nationalrat gewählt. Er hat Einsitz in der Kommission für Umwelt, Raumplanung und Energie.  Bis 2023 war er in der ''Finanzkommission'' sowie der ''Legislaturplanungskommission 2019–2023'' und Mitglied der parlamentarischen Gruppe Treuhand.
Seit 2020 ist er im Parteileitungsausschuss der SVP Schweiz.